# سیارک ۴۷۲۰
سیارک ۴۷۲۰ (به انگلیسی: 4720 Tottori، نامگذاری:1990YG) چهار هزار و هفتصد و بیستمین سیارک کشف شده‌است که در ۱۹ دسامبر ۱۹۹۰ کشف شد.
قدر مطلق سیارک برابر ۱۳٫۰۰ است.